# Death (zespół deathmetalowy)
Death – amerykańska grupa muzyczna, jeden z  prekursorów gatunku death metal. Zespół powstał w 1983 roku z inicjatywy gitarzysty i wokalisty Chucka Schuldinera, pod nazwą Mantas, dopiero w grudniu 1984 r. zmieniono nazwę na Death. Zespół został rozwiązany w 2001 roku wraz ze śmiercią Schuldinera w grudniu tego samego roku. Według danych z 2003 roku wydawnictwa zespołu w samych Stanach Zjednoczonych sprzedały się w nakładzie 368 184 egzemplarzy.

## Historia
Zespół Death powstał w 1983 roku. Pierwotnie nosił nazwę Mantas (od pseudonimu gitarzysty zespołu Venom Jeffreya Dunna). Zespół założyli: Chuck Schuldiner (gitara), Rick Rozz (gitara) i Kam Lee (perkusja, wokal). Rok później nagrali płytę demo „Death by metal”. Nie mogąc zarejestrować legalnie nazwy Mantas, Schuldiner zmienia nazwę zespołu na Death. Po jakimś czasie wokalista zmienił niemal cały skład grupy, a zespół nagrał swoją pierwszą pełną płytę Scream Bloody Gore. Płytę tę nagrali Schuldiner (wokal, bas i gitara), i Reifert (perkusja). W książeczce albumu pojawił się John Hand, jako gitarzysta rytmiczny, nie zarejestrował on jednak żadnej ścieżki na Scream Bloody Gore. Kolejną płytę Schuldiner postanowił nagrać z innymi muzykami i w ten sposób w 1988 roku powstało Leprosy. Tym razem u boku Schuldinera zagrali: Rozz (gitara), Butler (bas) i Andrews (perkusja). Skład nagrywający następną płytę (Spiritual Healing) ponownie uległ zmianie – tym razem miejsce Rozza zajął James Murphy. Należy dodać, iż z płyty na płytę zespół zaczął prezentować coraz bardziej dojrzałą, ale i coraz trudniejszą muzykę.
W wyniku przedłużającego się konfliktu z pozostałymi członkami grupy Schuldiner postanawia zawiesić działalność Death przed rozpoczęciem trasy koncertowej promującej album Spiritual Healing. Pomimo tego Bill Andrews (perkusja), Terry Butler (bas) decydują się na kontynuowanie działalności pod szyldem Death korzystając z pomocy Walta Traschlera (gitara, ex-Rotting Corpse, pełnił również funkcje technicznego w zespole) oraz Louie Carrisalesa (wokal, Devastation). W takim gronie (bez udziału Schuldinera i wbrew jego woli) Death w grudniu 1990 roku wystąpił w Polsce w Katowickim „Spodku”.
Pogłębiający się konflikt pomiędzy Chuckiem a pozostałymi/byłymi członkami grupy zmusza go do skompletowania nowego składu w celu zarejestrowania następcy Spiritual Healing.
Mniej więcej w tym samym czasie Terry Butler i Bill Andrews zakładają razem z Kamem Lee i Rickiem Rozz'em (obaj ex-Death) zespół Massacre jako swoistą muzyczną odpowiedź na Death Chucka Schuldinera. We wkładce do albumu From Beyond zamieszczona została informacja, że Kam Lee nie korzystał z żadnych efektów wokalnych podczas procesu nagrywania, będącą czytelną aluzją do Schuldinera, którego wokal na Spiritual Healing faktycznie został poddany lekkiej „obróbce”.
Chuck zaś ostatecznie kompletuje nowy skład: Steve DiGiorgio (Sadus) oraz Sean Reinert (perkusja) i Paul Masvidal (gitara) – obaj stanowiący człon zaprzyjaźnionego deathmetalowego (wówczas) Cynic. W takim oto składzie Chuck i spółka nagrywają w kwietniu 1991 roku płytę Human, z wielu względów uważaną za przełomowe dzieło w dyskografii Death.
Następnie zespół rusza w trasę koncertową po USA już bez Steve DiGiorgio (na basie zastąpił go Skott Carino), a potem po Europie. Europejska część trasy koncertowej nie zostaje jednak dokończona (w Polsce miał odbyć się koncert, Death miał wystąpić razem z Pestilence) z powodu problemów z wydawcą.
W jakiś czas potem Masvidal i Reinert postanawiają skoncentrować na nagraniu pierwszego, długo oczekiwanego LP swojego macierzystego zespołu Cynic.
Schuldiner nadal miał wiele pomysłów kompozycyjnych i w 1993 roku wydał płytę pt. Individual Thought Patterns. Do nagrania tego albumu ponownie namówił DiGiorgio oraz dodatkowo Hoglana i LaRocque. Dwa lata później zespół nagrał kolejną płytę Symbolic. Z poprzedniego składu pozostał tylko Hoglan. Przy tej płycie pomogli im Koelble i Conlon. Album miał jednak niskie wskaźniki sprzedaży i Chuck Schuldiner postanowił rozwiązać zespół. Skoncentrował się na innym swoim zespole Control Denied. W 1998 roku, wraz z członkami Control Denied Schuldiner postanowił reaktywować Death i nagrywał wraz z Shannonem Hammem (gitara), Richardem Christym (perkusja) i Scottem Clendeninem ostatnią studyjną płytę Death The Sound of Perseverance, okrzykniętą najlepszą i najważniejszą płytą w historii death metalu. Po nagraniu tej płyty do składu na miejsce Clendenina ponownie wrócił DiGiorgio.
Po jakimś czasie wszystkie plany zespołu musiały zostać zmienione w związku z chorobą Chucka – był to guz mózgu. Pieniądze na operację postanowili zebrać fani. W 2001 wydana została płyta koncertowa Live in L.A. (Death & Raw), a w tym samym roku wyszła kolejna płyta koncertowa Live in Eindhoven, której dochód wspomógł zbiórkę pieniędzy na operację Schuldinera.
Mimo operacji, dnia 13 grudnia 2001 roku lider Death Chuck Schuldiner zmarł.
Death swoją muzyką stworzył nowy rozdział w historii muzyki metalowej. Zespół opierał się niemal w całości na kompozycjach Schuldinera, którego śmierć była końcem grupy. W 2010 roku nakładem wydawnictwa Guitar World ukazała się książka pt. Death: The Deluxe Guitar and Bass Tablature Collection zawierająca transkrypcje partii gitar i gitary basowej utworów z repertuaru Death.

## Muzycy
| Ostatni skład zespołu - Chuck Schuldiner – gitara, śpiew (1983-2001) - Shannon Hamm – gitara (1996-2001) - Scott Clendenin – gitara basowa (1996-2001) - Richard Christy – perkusja (1996-2001) Muzycy koncertowi - John Hand – gitara (1986-1987) - Walter Traschsler – gitara (1990) - Albert Gonzales – gitara (1990) - Ralph Santolla – (zmarły) gitara (1993) - Craig Locicero – gitara (1993) - Brian Benson – gitara basowa (1995) | Byli członkowie zespołu - Rick Rozz – gitara (1983-1985, 1987-1989) - Matt Olivo – gitara (1985) - James Murphy – gitara (1989) - Paul Masvidal – gitara (1989,1991-1992) - Andy LaRocque – gitara (1993) - Bobby Koelble – gitara (1995) - Scott Carlson – gitara basowa (1985) - Erik Meade – gitara basowa (1985) - Steve DiGiorgio – gitara basowa (1986,1991, 1993) - Terry Butler – gitara basowa (1987-1990) - Scott Carino – gitara basowa (1991-1992) - Kelly Conlon – gitara basowa (1995) - Kam Lee – perkusja, śpiew (1983-1985) - Eric Brecht – perkusja (1985) - Chris Reifert – perkusja (1986-1987) - Bill Andrews – perkusja (1987-1990) - Sean Reinert – perkusja (1991-1992) - Gene Hoglan – perkusja (1993-1995) - Chris Williams – perkusja (1996) - Harold Levis – perkusja (1997) |

## Dyskografia
| Albumy studyjne - Scream Bloody Gore (1987) - Leprosy (1988) - Spiritual Healing (1990) - Human (1991) - Individual Thought Patterns (1993) - Symbolic (1995) - The Sound of Perseverance (1998) Kompilacje - Fate: The Best of Death (1992) - Vivus! (2012) | Dema - Death by Metal (1984) - Reign of Terror (1984) - Infernal Death (1985) - Rigor Mortis (1985) - Back from the Dead (1985) - Mutilation (1986) Albumy koncertowe - Live in L.A. (Death & Raw) (2001) - Live in Eindhoven (2001) - Live in Cottbus '98 (2005) |